# Peperomia biamenta
Peperomia biamenta är en pepparväxtart som beskrevs av Trel. & Yunck.. Peperomia biamenta ingår i släktet peperomior, och familjen pepparväxter. Inga underarter finns listade i Catalogue of Life.